# 오토모빌리 피닌파리나
오토모빌리 피닌파리나(독일어: Automobili Pininfarina GmbH)는 독일 뮌헨에 본사를 둔 고급 전기 자동차(EV) 제조업체이며 계열사로는 이탈리아의 자동차 디자인, 제작 회사인 피닌파리나가 있다.

## 모델

### 바티스타

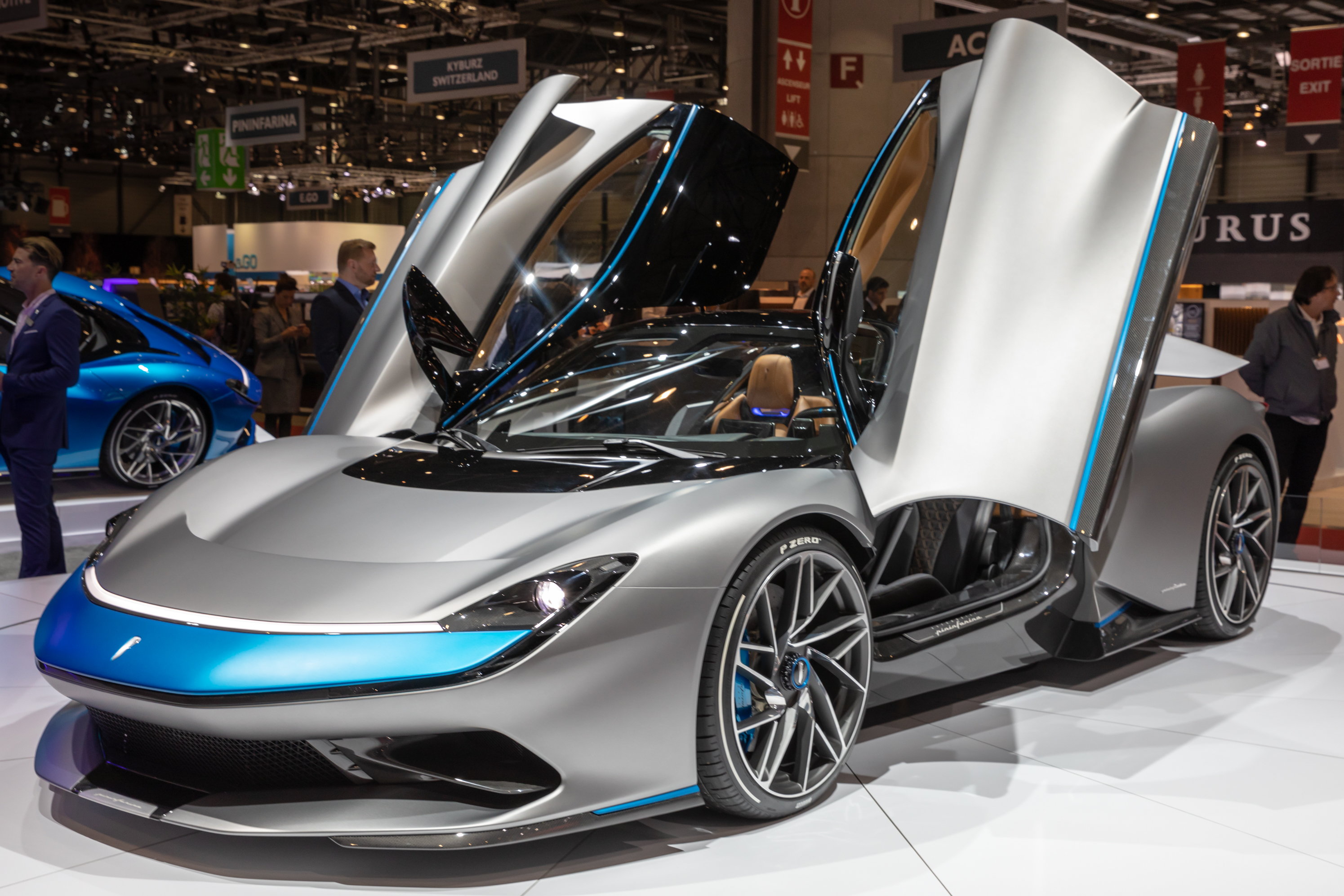
2019 제네바 모터쇼에서 공개된 바티스타

원래 PF0으로 발표된 바티스타는 최초의 피닌파리나 브랜드 고성능 럭셔리 전기 하이퍼카이다. 리막 오토모빌리 T형 120kWh 배터리 팩으로 구동되며 각 바퀴에 4개의 비동기식 모터가 있다. 자동차는 탄소 섬유 모노코크 섀시와 탄소 섬유 차체 패널로 제작되어 무게를 낮게 유지하고 있다. 제조사에 따르면 200만 유로 미만의 가격으로 150대만 생산하였다. 최고 출력은 1,400 kW (1,903 PS; 1,877 hp)이며 최고 속도는 349 km/h (217 mph)를 초과하고0–100 km/h (0–62 mph)에서 가속할 수 있다. mph는 2초 미만, 0–300km/h(0–186mph)는 12초 미만이다. 주행거리는 1회 충전으로 500km에 달하며, 25분 이내에 20~80% 충전 상태에서 충전할 수 있다.

### PF1
PF1은 리비안 오토모티브 R1 플랫폼 기술을 기반으로 하는 전기식 배터리 구동 크로스오버 스포츠 유틸리티 차량이다.

## 같이 보기
- 테슬라 (기업)
- 리비안
- 패러데이 퓨처
- 피스커
- 루시드 모터스
- 니오 (기업)
- 리오토